# متعب الشمري
متعب الشمري، سائق راليات سعودي، يقود لصالح فريق موبيل 1. 

## الإنجازات
حقق متعب الشمري عدة إنجازات، كان أهما:
- المركز الثالث ضمن الفئة T2  المصنفة من قبل الاتحاد الدولي للسيارات FIA، في رالي القصيم الجولة الثانية من بطولة المملكة للراليات الصحراوية، (أكتوبر 2019)
- المركز الثالث في باها الأردن.[2]